# Миколаївсько-Новоросійська волость
Миколаївсько-Новоросійська волость — історична адміністративно-територіальна одиниця Аккерманського повіту Бессарабської губернії.
Станом на 1886 рік складалася з 3 поселень, 3 сільських громад. Населення — 4346 осіб (2271 чоловічої статі та 2075 — жіночої), 514 дворових господарства.
|                     | Площа, десятин | У тому числі орної, дес. |
| ------------------- | -------------- | ------------------------ |
| Сільських громад    | 8553 \|        | 4404                     |
| Приватної власності | 18088          | 11454                    |
| Казенної власності  | —              | —                        |
| Іншої власності     | 200            | 120                      |
| Загалом             | 26841          | 15978                    |

Поселення волості:
- Миколаївка-Новоросійська — колишнє державне село (колишнє козаче) при річці Гаджидер за 33 версти від повітового міста, 1044 особи, 281 двір, православна церква, єврейський молитовний будинок, поштова станція, 18 лавок, 3 постоялих двори, 3 постоялих двори, базари по неділях. За 9 верст — православна церква.
- Каїри — колишнє державне село (колишнє козаче) при річці Гаджидер, 1050 осіб, 188 дворів, православна церква.